# قضية النعوش الطائرة

صورة للخبر الذي نشر عام 1989 على صفحات صحيفة أخبار اليوم والتي سميت لاحقاً بقضية النعوش الطائرة

قضية النعوش الطائرة هي اسم قضية دولية أثيرت في مصر بعد عام 1989 عقب وصول طائرات تحمل أعداد كبيرة من النعوش لجثث مصريون كانوا يعملون في العراق وبأعداد كبيرة بشكل يومي، مما أثار الجهات السياسية والدبلوماسية والإعلامية والحقوقية في مصر، وقامت الخارجية المصرية وقتها بتحركات دبلوماسية للتحقيق في الأمر، كما قرر الأمين العام لجامعة الدول العربية بتشكيل لجنة مصرية عراقية مشتركة لبحث الأسباب الحقيقية للوفيات، كما قام العديد من أعضاء مجلس الشعب المصري بتقديم طلبات إحاطة وقتها حول هذا الموضوع وتشكيل لجان للتحقيق.
أسباب الوفيات بحسب التحقيقات والتقارير الإعلامية لم تكن واحدة حيث تعددت بين حالات قتل فردية أو حالات عنف حدثت عقب انتهاء الحرب الإيرانية العراقية عام 1988 ومروراً بأحداث فوضى وعنف وقعت في بغداد في نوفمبر عام 1989 نشبت بين عدد من المصريين والعراقيين، بالإضافة إلى أعداد المصريين الذين تم تجنيدهم إجبارياً في القوات العراقية قبل خوض حرب الخليج الثانية، بالإضافة لحالات تعذيب وتصفية جسدية أتهم فيها النظام العراقي نتيجة مشاركة مصر ضد العراق في حرب تحرير الكويت وعدم تأييد الغزو.
أعداد نعوش المصريين بحسب بعض التقارير الرسمية وصلت إلى 5500 مصري، وفي تصريح إعلامي للرئيس المصري حسني مبارك بأن العدد قد وصل إلى 8 ألاف، ولكن عقب الغزو الأمريكي للعراق عام 2003 تم العثور على رفات مصرية ضمن مقابر جماعية بشكل قد يجعل العدد الكلي يصل إلى أكبر مما هو معلن عنه.

## وضع المصريين في العراق
في فترة الثمانينات قامت العراق باستقطاب عدد ضخم من العمالة المصرية وخاصة أصحاب الحرف الماهرة وتسبب الحرب الإيرانية العراقية في تجنيد عدد كبير من المواطنين العراقيين مما شجع على استقدام المزيد من العمالة المصرية لسد فجوة الأيد العاملة، كذلك قيام الرئيس العراقي صدام حسين بإعفاء المصريين من التأشيرات سمح بقدوم بزيادة ضخمة في أعداد المصريين في العراق، في الفترة ما بين عامي 1980 و 1990 بلغت احصائيات الجالية المصرية في العراق قرابة 3 ملايين نسمة، نشرت بعض الصحافة المصرية تقارير عن وجود حالات تجنيد إجباري للعاملين المصريين في صفوف القوات العراقية التي شاركت في الحرب العراقية-الأيرانية.
ولكن عقب انتهاء الحرب الإيرانية العراقية أو حرب الخليج الأولى عام 1988 تم تسريح عدد كبير من الجيش العراقي تقدر بمئات الاف وتسبب في زيادة حالات البطالة بين العراقيين، مما جعل العمالة لمصرية غير مرغوب فيها، كذلك فوجئ الكثيرين من العائدين باعتبارهم «مفقودين» نتيجة انقطاع أخبارهم أو وقوعهم في الأسر ومع هيمنة العمالة المصرية على الاقتصاد في العراق تسبب في زيادة حالات الاحتقان والكراهية تجاه الجالية المصرية هناك وأنتشار حالات قتل وعنف وقتها.
بعض المصادر أشارت إلى أن أصحاب الأعمال في العراق عمدوا إلى تطفيش العمالة الأجنبية وخاصة المصرية من أجل توفير فرص عمل للعراقيين العائدين من الحرب، وكانت هناك حالات لتخفيض الأجور أو زيادة ساعات العمل، مما زاد في سوء أحوال العمالة المصرية هناك وزيادة حدة الإحتقان بين المصريين والعراقيين.
أيضاً الزيادة الضخمة في أعداد المصريين جعل تحويلاتهم المالية إلى مصر تصل إلى ما يقرب من مليار دولار سنوياً، ومع ظروف ما بعد الحرب كان يشكل عبئاً في تلك الفترة، مما دفع الحكومة العراقية لوضع قيود على تحويلات العمالة الأجنبية إلى 10 دنانير (أي 33 دولار فقط)وهو رقم ضئيل لا يفي بالمطلوب.

## بداية القضية
في نوفمبر 1989 أثارت الصحافة المصرية تقارير عن أوضاع المصريين العاملين في العراق وظاهرة ازدياد أعداد الجثث العائدة من بغداد وهو ما عُرف «بالنعوش الطائرة»، حيث نشرت جريدة الأهرام تقرير تحت عنوان «تقرير لرئيس الوزراء عن أوضاع المصريين بالعراق»، وفي 17 نوفمبر نشرت أيضاً تقريراً أن مسؤولاً حكومياً عراقياً أكد أن العراق ومصر شكلا لجنة رسمية للتحقيق في وفاة مئات المصريين العاملين في العراق خلال عدة شهور، واشارت بعض التقارير إلى أن إجمالي أعداد هذه النعوش بلغت نحو 5500 جثة.

## حادثة بغداد 1989
في 18 نوفمبر 1989 أحتفل عدد كبير من المصريين بتأهل منتخب مصر لكرة القدم إلى كأس العالم 1990، وفي اثناء هذه الاحتفالات والتجمعات قام شخص عراقي بدهس مجموعة من المصريين مما أدى لمصرع أحدهم، ومع انتشار حالات الاحتقان بين المصريين والعراقيين تسبب في حدوث اشتباكات عنيفة في مدينة بغداد.
كانت منطقة المربعة في بغداد حي سكني يشتهر بهيمنة كاملة من الجالية المصرية، وأثناء وقوع الحادث وقعت العديد من الإشتباكات والعنف وتراشق الحجارة وتكسير للمحلات في شارع الرشيد وبالقرب من السوق العربي، ونهاية شارع الجمهورية من ناحية ساحة التحرير، وتوجه عدد كبير من الفرق الخاصة للشرطة العراقية وعدد من سيارات الإسعاف إلى مكان الحادث الذي حاصرته الشرطة بالكامل واغلقت جميع المداخل المؤدية إلى منطقة المربعة منعاً من ازدياد توافد المصريين إلى المنطقة، وتمت محاصرة شارع النهر وكذلك بداية شارع الرشيد وتم تكثيف قوات الأمن على جميع الجسور التي تقع على نهر دجلة، وأطلقت الشرطة العيارات النارية في الهواء لفض الاشتباك بين المصريين والعراقيين واستخدمت القوات الخاصة القنابل المسيلة للدموع لتفريق المتواجدين، وأشارت رويتر إلى أن جثث 44 مصرياً وصلت إلى القاهرة وقتها من بغداد.
وتقرر فرض حظر التجول بشارع الرشيد والمنطقة المحيطة بالحادث، وسادت حالة توتر شديدة في مدينة بغداد عقد هذه الأحداث وتم إلقاء القبض على أعداد كبيرة من المصريين، وعقب الحادث إزدادت أوضاع الجالية المصرية هناك سوءاً حيث شهدت حالات عنف ضد المصريين، وبحسب تقرير رويترز أنه خلال 10 أشهر وصل نحو 1000 من رفات المصريين إلى القاهرة.

## اتهامات بحالات تعذيب
وفي 16 نوفمبر 1990 أعلن الرئيس المصري وقتها حسني مبارك في مؤتمر صحفي لرؤساء تحرير الصحف المصرية جاء فيه إن الشعب المصري لن يغير موقفة من أدانه غزو العراق على الكويت، لأن المصريين عرفوا كيف تصرف النظام العراقي تجاه العاملين المصريين في العراق وعن ألاف الجثث التي وصلت إلى مصر.
كانت هناك تقارير إعلامية تتهم نظام الرئيس العراقي الأسبق صدام حسين بالضلوع في مقتل نحو 5000 مصري نتيحة الإعتقال أو التعذيب.
وفي عددها الصادر يوم 3 يوليو 2004 لصحيفة الرأي العام الكويتية عن قيام طبيب مصري مقيم في الكويت برفع دعوي قضائية ضد الرئيس السابق صدام حسين يتهمه فيها بأنه كان وراء مذابح المصريين في العراق في الفترة من 1988 حتى 1992، وأضاف في عريضة دعواه قائلا: 'إن المذابح الجماعية التي تعرض لها العاملون المصريون في العراق وراح ضحيتها طبقا لأوثق المصادر 5596 مصريا تم ضربهم وتعذيبهم وقطع أطرافهم ثم شحنهم في توابيت طارت بهم من مطار بغداد إلى مطار القاهرة، خلال فترة زمنية قصيرة لا تزيد علي شهرين فقط، واستند الطبيب المصري أيضاً إلى ما نشرته الصحف المصرية وبالذات صحيفة أخبار اليوم في عددها رقم 2837 عن النعوش الطائرة، واكتشاف تعرض جثث المصريين قبل الموت للضرب والتعذيب وبتر الأطراف بواسطة أشخاص تابعين لصدام حسين، وكشفوا عن وصول 1300 نعش إلى قرية البضائع بمطار القاهرة خلال عشرة شهور فقط.

## المقابر الجماعية
وفي عام 2003 كان رئيس قسم المصالح المصرية بالعراق قد أكد العثور على 18 جثة لمصريين في المقبرة الجماعية التي اكتشفت مؤخرا بمدينة الحلة جنوب بغداد وضمت رفات لنحو 15 الف شخص، وقال ان الصليب الأحمر الدولي عرض تحمل نفقات نقل رفات المصريين إلى القاهرة في حالة رغبة ذويهم دفن الجثث في مصر، وأشار إلى أن الضحايا كانوا يعملون في المهن الحرفية البسيطة وتم قتلهم بعد انتفاضة عام 1991. وقد تم العثور على جوازات سفر هؤلاء المصريين لدى ارباب عملهم الذين حضروا اعتقالهم ولكنهم خافوا من النظام العراقي السابق في حال ابلاغ السفارة المصرية. وأكد الامين العام لجامعة الدول العربية عمرو موسى ان اكتشاف المزيد من المقابر الجماعية في العراق دليل ادانة جديد من الناحيتين القانونية والإنسانية لممارسات لايمكن تجاوزها للنظام السابق.
وفي يونيو 2003 أعلنت المنظمة المصرية لحقوق الإنسان عن إرسال بعثة إلى العراق لمتابعة عملية إخراج جثث مصريين من المقابر الجماعية التي اكتشفت أخيرا هناك ولتعرف أسماء أصحابها بعد أن تلقت ألاف الشكاوى من ذوي مصريين انقطعت أخبارهم قبل سنوات.